# Ophiomusium constrictum
Ophiomusium constrictum is een slangster uit de familie Ophiolepididae.
De wetenschappelijke naam van de soort werd in 1936 gepubliceerd door Theodor Mortensen.